# Zapraszamy na pokład
Zapraszamy na pokład (ang. Come Fly with Me) to brytyjski komediowy serial telewizyjny wyprodukowany przez BBC. Reprezentuje on gatunek mockumentary. Twórcami i odwórcami większości ról w serialu są Matt Lucas i David Walliams, znani najbardziej z serialu Mała Brytania.

## Popularność
Serial cieszy się ogromną popularnością wśród widzów. Poszczególne odcinki miały w Wielkiej Brytanii oglądało od 7 do 12 milionów widzów. Premiera serialu miała miejsce w grudniu 2010r., a już w styczniu "BBC oficjalne ogłosiło, iż nakręcony zostanie drugi sezon serialu". Ostatecznie nigdy nie nakręcono drugiego sezonu.